# Erzgebirgsensemble Aue

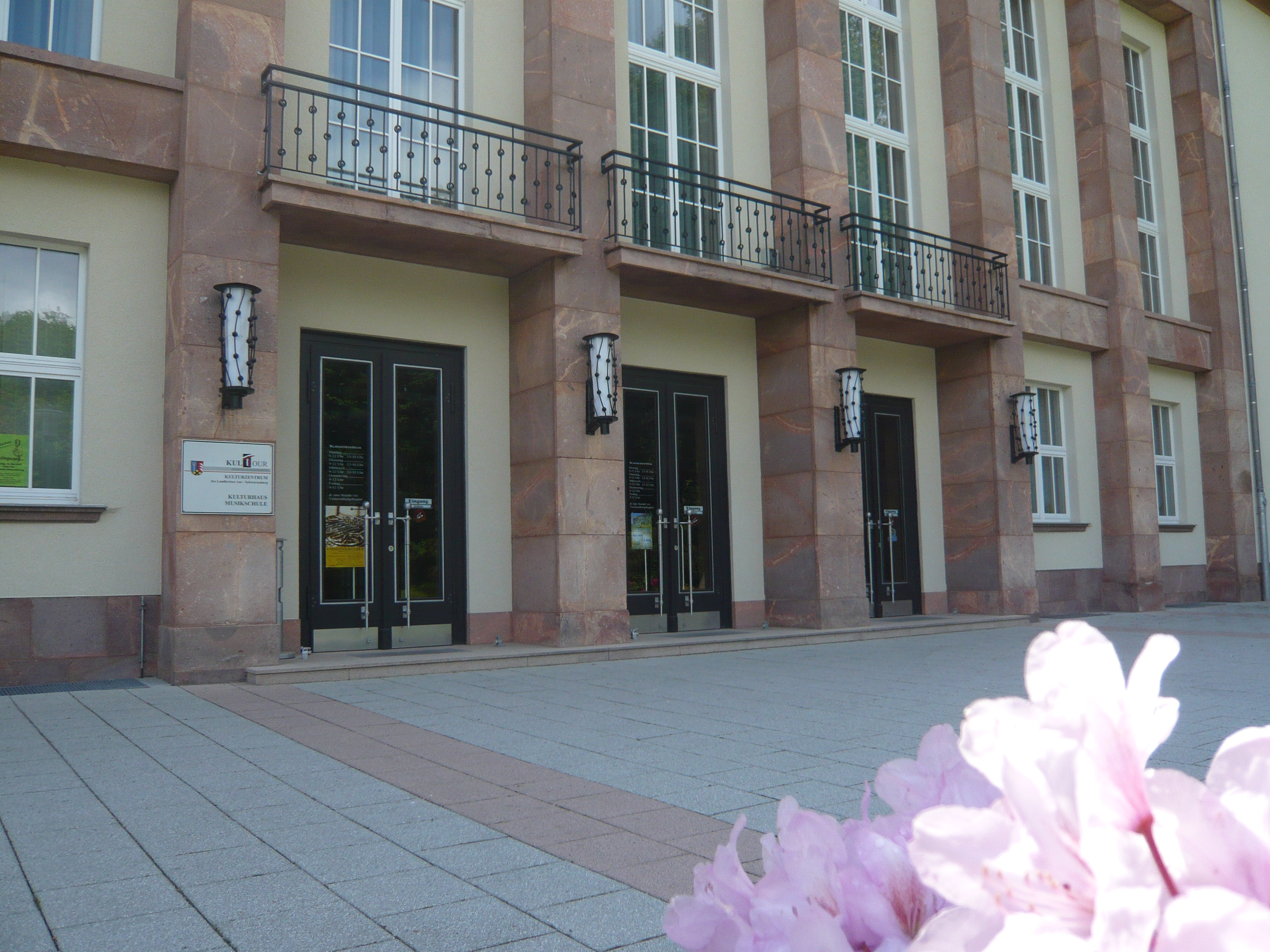
Haupteingang des Auer Kulturhauses

Das Erzgebirgsensemble Aue GmbH ist ein Zusammenschluss von Gesangs-, Tanz- und Unterhaltungskünstlern aus dem Erzgebirge, der 1963 als Vereinigung von Mundart- und Heimatgruppen in Karl-Marx-Stadt gegründet wurde und in Aue ansässig ist.

## Sitz des Ensembles
Das Ensemble hat seinen Sitz im Kulturhaus Aue. Das Kulturhaus ist ein Eigenbetrieb des Erzgebirgskreises und beherbergt außer dem Ensemble die Galerie Art Aue, die Erzgebirgische Philharmonie Aue, die Musikschule des Landkreises, den Blema-Chor „Gerhard Hirsch“ e. V. sowie die Kreativabteilung des Kulturzentrums.

## Geschichte

### Entstehung, Entwicklung und Erfolge
Zum 18. Dezember 1962 hatten Kulturverantwortliche des damaligen Bezirks Karl-Marx-Stadt zahlreiche Mundart- und Heimatgruppen, Musiker und Einzelmitwirkende aus dem Erzgebirge zu einem gemeinsamen Auftritt Weihnachten im Gebirge in die Stadthalle Karl-Marx-Stadt eingeladen. Alle Organisatoren und Teilnehmer waren sich nach dem großen Erfolg der öffentlichen Veranstaltung einig, ab sofort gemeinsame Programme zu gestalten. Es dauerte noch ein Jahr, bis alle Details besprochen, geklärt und niedergeschrieben wurden. Im 1958 fertiggestellten Kulturhaus der Stadt Aue erfolgte am 13. Oktober 1963 die Unterzeichnung des Statuts für die Arbeit des Erzgebirgsensemble Aue. Die Hauptaufgaben sehen die „Erforschung, Pflege und Weiterentwicklung des Brauchtums des Erzgebirges in Musik, Gesang, Mundart und Volkstanz“ vor. Das von der Kreisverwaltung Aue finanzierte Ensemble startete mit großem Erfolg in der Heimatregion, in DDR-Städten und im Fernsehen. Bald kamen auch Auftritte im Ausland hinzu. Lieder in erzgebirgischer Mundart wurden zu vielen Anlässen in allen Jahreszeiten gesungen, es kamen auch fast vergessene Stücke wieder zu Gehör. Besonders bekannt waren und sind jedoch die von den Ensemblemitgliedern vorgetragenen Weihnachtslieder in historischer Bergmannskleidung und Musikstücke auf historischen Instrumenten. Die auf Betreiben von Hellmuth Merkel seit 1967 präsentierten Russischen Hörner sind eine Weltrarität und waren bereits in vielen Fernsehauftritten (z. B. Zur See oder bei den Weihnachtsauftritten) zu sehen und bei Rundfunkaufnahmen zu hören. – Der Mundartautor Manfred Blechschmidt leitete das Ensemble von der Gründung bis 1989. Steffen Kindt wurde sein Nachfolger als Ensembleleiter.

### Entwicklung des Ensembles nach 1990
Mit dem Zusammenbruch der DDR war die weitere Entwicklung des Kulturensembles ungewiss. Die Mitglieder entschlossen sich zur Gründung einer eigenen Gesellschaft und führten die Tradition fort. Der Durchbruch zu einer deutschlandweiten Anerkennung gelang den Künstlern durch einen Auftritt in der ZDF-Sendung Melodien für Millionen im Jahr 1991. Seitdem konnten unzählige Musikalienträger verkauft, Fernsehauftritte absolviert und Tourneen durchgeführt werden. Bis zum Ende des 20. Jahrhunderts fanden mehrere tausend Veranstaltungen statt und Gastspiele führten die Sänger, Musiker und Tänzer in viele Länder Europas, Asiens und Amerikas. Die Leistungen des erzgebirgischen Folkloreensembles wurden mit zahlreichen internationalen Musikpreisen gewürdigt.
Anlässlich des 50. Geburtstages des Erzgebirgsensembles Aue verlieh die Stadtverwaltung Aue im Januar 2014 die goldene Brückenehrennadel an den ersten Ensembleleiter Manfred Blechschmidt und den seit 1991 tätigen Leiter Steffen Kindt in Würdigung ihrer Beiträge zur jüngeren Kulturgeschichte der Stadt.

## Teile des Ensembles
Innerhalb der Vereinigung werden weitere Gruppen unterschieden wie die Gesangs- und Instrumentalgruppe Auer Bergkristall mit den Russischen Hörnern, das Bergoboistenkorps, die Bergsänger, die Tanzgruppe. Die Auftritte werden häufig von Solisten begleitet. Angeschlossene Kindergesangs- und Tanzgruppen garantieren eine große Angebotsbreite und darüber hinaus den Fortbestand des Ensembles.
Zu den früheren Mitgliedern des Ensembles gehörten u. a. der Mundartsprecher Werner Kempf sowie die Gesangsgruppen Zschorlauer Nachtigallen und De Rutkalle.

## Programme und Präsentation
Die Darbietungen reichen von privaten Veranstaltungen, einfachen erzgebirgischen Heimatabenden über komplette Unterhaltungsprogramme, Konzerte, Auftritte auf Weihnachtsmärkten, bei großen Veranstaltungen bis hin zu Firmen-Präsentationen. In der Advent- und Weihnachtszeit gibt es für alle Ensemblemitglieder besonders viel zu tun, weil das Weihnachtsland Erzgebirge inzwischen erfolgreich medial vermarktet wird.
Die Zusammenarbeit mit anderen Volkskunstgruppen ist ein wichtiger Teil der Arbeit des Ensembles. Das zeigen beispielsweise der im Mai 2009 präsentierte Frühlingscocktail mit den Scheibenberger Orgelpfeifen, mit Christina Auerswald, der Bigband Meerane und Tanzdarbietungen von Keen on Rhythm oder die Veranstaltung Klassik am Nachmittag. Auch wird mit Musikern aus aller Welt zusammengearbeitet.
Das optische Erkennungszeichen der Kulturgruppe ist ein alter Kupferstich, der zwei Personen in historischen bergmännischen Paradeuniformen zeigt. Ein Mann streicht die Fidel, ein Bergmann mit Geleucht folgt ihm.